# Pseudotrillium rivale
Pseudotrillium es un género monotípico de plantas fanerógamas perteneciente a la familia Melanthiaceae. Su única especie: Pseudotrillium rivale, es originaria de Estados Unidos. El género fue propuesto en 2002 sobre la base de la morfología y la evidencia molecular que sugiere que la planta ya no debe ser incluida en el género Trillium.

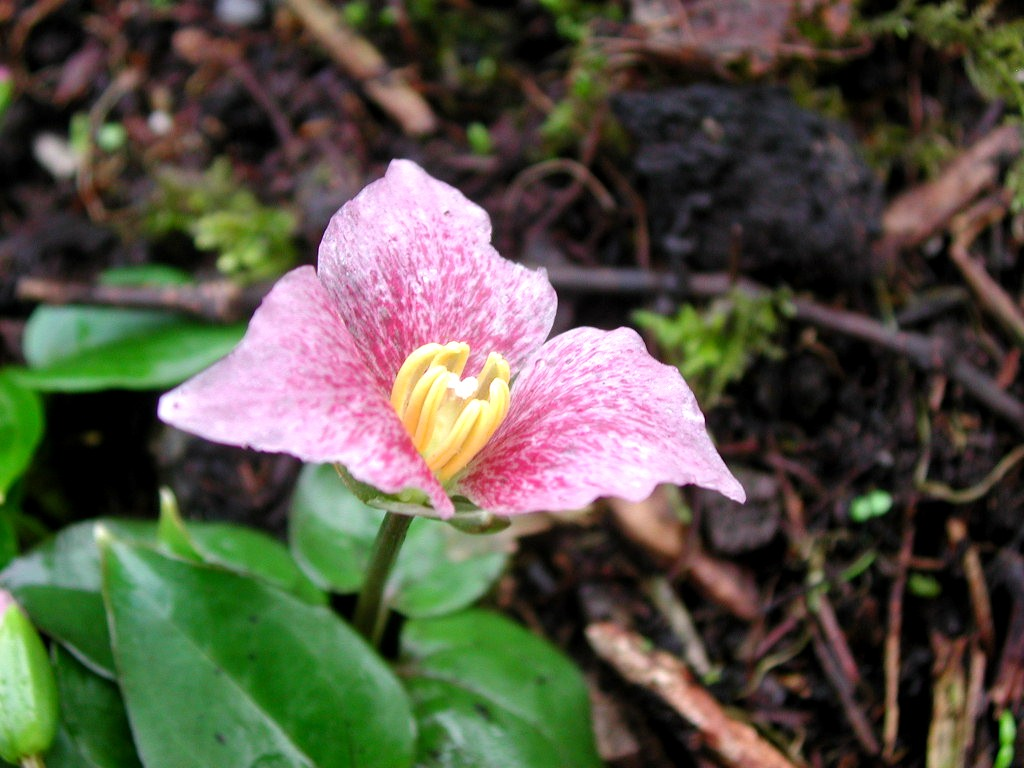
Detalle de la flor

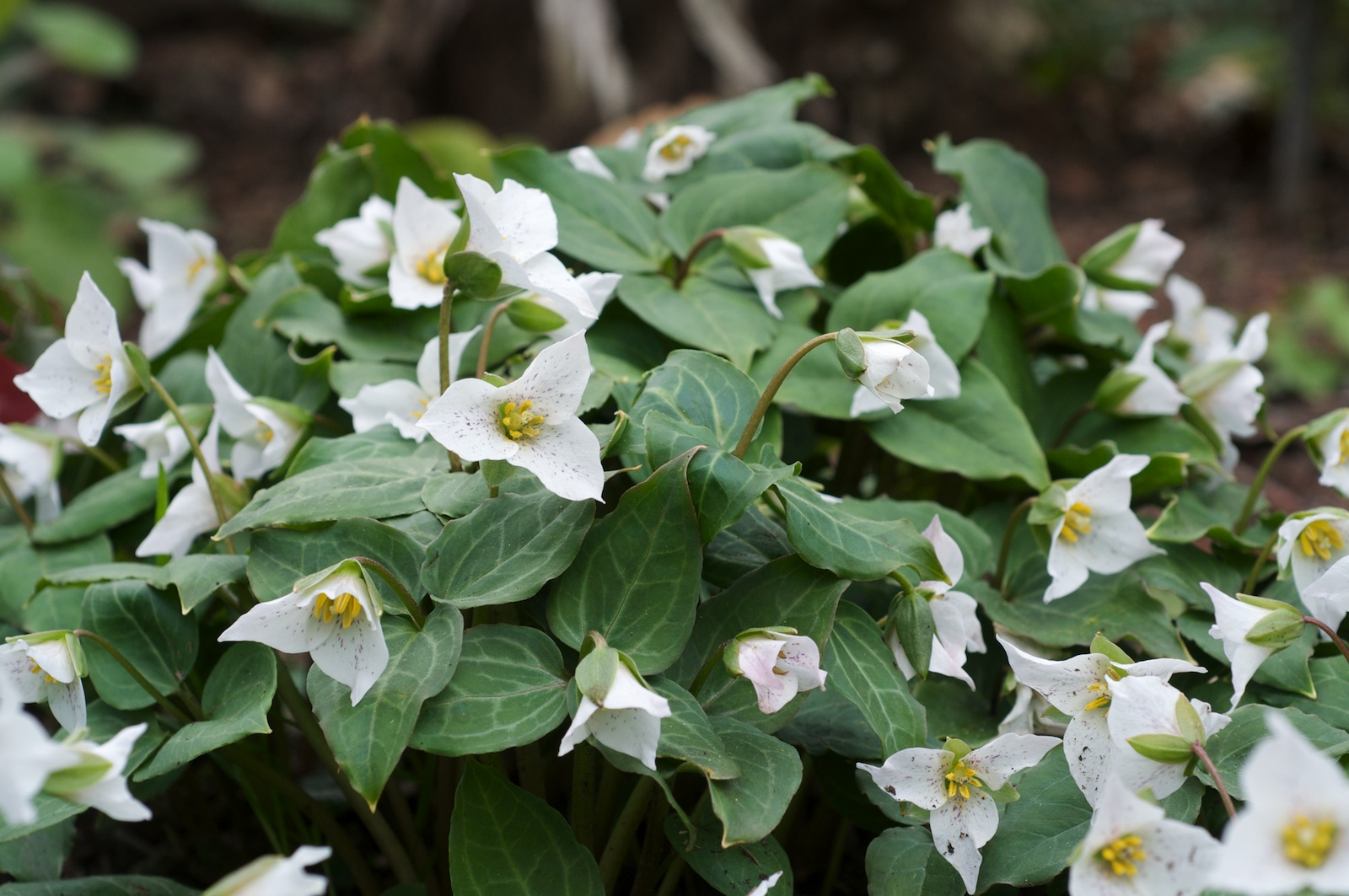
Vista de la planta

## Distribución y hábitat
Esta especie es endémica de las montañas de Siskiyou del sur de Oregón (en los condados (Josephine, Coos, Douglas, + Curry) y el norte de California (condados Siskiyou + Del Norte), generalmente en suelos de origen ultramáficos, como la serpentina.

## Descripción
Pseudotrillium rivale es una planta rizomatosa perenne que alcanza un tamaño de hasta 20 centímetros de altura. Los tres brácteas tienen generalmente de forma de lanza de hasta 11 centímetros de longitud soportadas en pecíolos . Las hojas son brillantes azul-verde con nervaduras plateadas. En lo alto del verticilo de las brácteas hay una flor no fragante con verdes sépalos y pétalos de color blanco rosado-sonrojadas de hasta 3 centímetros de largo por 2 de ancho.
Esta planta ha ganado el premio Award of Garden Merit de la Royal Horticultural Society.

## Taxonomía
Pseudotrillium rivale fue descrita por (S.Watson) S.B.Farmer y publicado en Systematic Botany 27(4): 687. 2002.
Sinonimia
- Trillium rivale S.Watson